# Campionato africano femminile di calcio 2006
Il campionato africano femminile di calcio 2006 è stata la settima edizione della massima competizione calcistica per nazionali femminili organizzata dalla Confédération Africaine de Football (CAF). Si è disputato tra il 28 ottobre e l'11 novembre 2008 in Nigeria. Il torneo si sarebbe dovuto disputare in Gabon, ma a pochi mesi dall'evento la federazione gabonese rinunciò all'organizzazione. La CAF, in seguito, assegnò l'organizzazione alla Nigeria, spostando poi la manifestazione dal mese di settembre a fine ottobre per evitare i nubifragi previsti nelle città ospitanti in quel periodo.
Il torneo è stato vinto per la settima volta consecutiva dalla Nigeria, che in finale ha superato il Ghana per 1-0. Il campionato è servito anche da qualificazione al campionato mondiale 2007, al quale hanno avuto accesso le due nazionali finaliste.

## Formato
Alla fase finale accedevano 8 squadre nazionali, delle quali la Nigeria come ospite, mentre le altre 7 tramite le qualificazioni. La fase di qualificazione era organizzata su tre fasi a eliminazione diretta: vi hanno preso parte 34 squadre e al secondo e ultimo turno le sette vincitrici si sono qualificate alla fase finale. Nella fase finale, invece, le otto squadre partecipanti erano suddivise in due gruppi da quattro, con partite di sola andata. Le prime due di ciascun raggruppamento si qualificavano per le semifinali, con le prime classificate a incontrare le seconde dell'altro gruppo. Le due squadre finaliste si qualificava alla fase finale del campionato mondiale 2007.

## Qualificazioni

### Turno preliminare
| Squadra 1           | Totale | Squadra 2          | Andata | Ritorno |
| ------------------- | ------ | ------------------ | ------ | ------- |
| Libia               | [ 5 ]  | Swaziland          | —      | —       |
| Benin               | 1 - 0  | Malawi             | 1 - 0  | 0 - 0   |
| Mozambico           | 12 - 0 | Namibia            | 9 - 0  | 3 - 0   |
| Gibuti              | [ 5 ]  | Lesotho            | —      | —       |
| São Tomé e Príncipe | 0 - 9  | Togo               | 0 - 3  | 0 - 6   |
| Zambia              | [ 5 ]  | Botswana           | —      | —       |
| Senegal             | 7 - 0  | Rep. Centrafricana | 4 - 0  | 3 - 0   |

### Primo turno
| Squadra 1      | Totale          | Squadra 2          | Andata | Ritorno |
| -------------- | --------------- | ------------------ | ------ | ------- |
| Algeria        | [ 8 ]           | Libia              | -      | -       |
| Eritrea        | [ 8 ]           | Egitto             | -      | -       |
| Marocco        | 1 - 6           | Mali               | 0 - 2  | 1 - 4   |
| Benin          | 2 - 2 (4-3 dtr) | Costa d'Avorio     | 1 - 1  | 1 - 1   |
| Angola         | 4 - 5           | Guinea Equatoriale | 3 - 2  | 1 - 3   |
| Sudafrica      | 12 - 3          | Mozambico          | 6 - 2  | 6 - 1   |
| Uganda         | [ 8 ]           | Tanzania           | -      | -       |
| Rep. del Congo | 12 - 1          | Togo               | 9 - 0  | 3 - 1   |
| Kenya          | 7 - 0           | Gibuti             | 7 - 0  | n. d.   |
| RD del Congo   | 6 - 2           | Zambia             | 3 - 0  | 3 - 2   |
| Senegal        | 12 - 1          | Guinea             | 7 - 0  | 5 - 1   |

### Secondo turno
| Squadra 1    | Totale | Squadra 2      | Andata | Ritorno |
| ------------ | ------ | -------------- | ------ | ------- |
| Algeria      | 4 - 0  | Egitto         | 1 - 0  | 3 - 0   |
| Mali         | 4 - 1  | Benin          | 3 - 1  | 1 - 0   |
| Sudafrica    | 7 - 0  | Tanzania       | 4 - 0  | 3 - 0   |
| Ghana        | 6 - 0  | Rep. del Congo | 3 - 0  | 3 - 0   |
| Camerun      | 9 - 0  | Kenya          | 4 - 0  | 5 - 0   |
| RD del Congo | 3 - 2  | Senegal        | 3 - 0  | 0 - 2   |

## Squadre partecipanti
| Pr. | Squadra            | Partecipante in quanto                                         | Ultima presenza |
| --- | ------------------ | -------------------------------------------------------------- | --------------- |
| 1   | Nigeria            | Rappresentativa della nazione organizzatrice della fase finale | 2004            |
| 2   | Guinea Equatoriale | Ammessa direttamente                                           | Esordiente      |
| 3   | Algeria            | Vincitrice della fase di qualificazione                        | 2004            |
| 4   | Camerun            | Vincitrice della fase di qualificazione                        | 2002            |
| 5   | Ghana              | Vincitrice della fase di qualificazione                        | 2004            |
| 6   | Mali               | Vincitrice della fase di qualificazione                        | 2004            |
| 7   | RD del Congo       | Vincitrice della fase di qualificazione                        | 1998            |
| 8   | Sudafrica          | Vincitrice della fase di qualificazione                        | 2004            |

## Stadi
Il campionato venne ospitato da quattro impianti in Nigeria.
| Oghara          | Oghara Oleh Ughelli Warri Stadi ospitanti il campionato africano femminile di calcio 2002. | Warri           |
| Stadio comunale | Oghara Oleh Ughelli Warri Stadi ospitanti il campionato africano femminile di calcio 2002. | Stadio comunale |
| Oleh            | Oghara Oleh Ughelli Warri Stadi ospitanti il campionato africano femminile di calcio 2002. | Ughelli         |
|                 | Oghara Oleh Ughelli Warri Stadi ospitanti il campionato africano femminile di calcio 2002. | Stadio comunale |

## Fase finale

### Fase a gruppi

#### Gruppo A
| Pos. | Squadra            | Pt | G | V | N | P | GF | GS | DR  |
| ---- | ------------------ | -- | - | - | - | - | -- | -- | --- |
| 1.   | Nigeria            | 9  | 3 | 3 | 0 | 0 | 12 | 2  | +10 |
| 2.   | Sudafrica          | 6  | 3 | 2 | 0 | 1 | 6  | 2  | +4  |
| 3.   | Guinea Equatoriale | 1  | 3 | 0 | 1 | 2 | 5  | 9  | -4  |
| 4.   | Algeria            | 1  | 3 | 0 | 1 | 2 | 3  | 13 | -10 |

| Oleh 28 ottobre 2006                                                        | Sudafrica | 4 – 0 | Algeria |  |
| \| \| \| \| \| Phewa 1’, 34’ Nompumelolo 38’ Solomon 90’ \| Marcatori \| \| |           |       |         |  |
|                                                                             |           |       |         |  |
| Phewa 1’, 34’ Nompumelolo 38’ Solomon 90’                                   | Marcatori |       |         |  |

| Warri 28 ottobre 2006                                                                             | Nigeria   | 4 – 2                         | Guinea Equatoriale | Stadio comunale |
| \| \| \| \| \| Uwak 2’, 5’ Nkwocha 32’ Ajayi 89’ \| Marcatori \| 15’ Chinasa Okoro 29’ Essiane \| |           |                               |                    |                 |
|                                                                                                   |           |                               |                    |                 |
| Uwak 2’, 5’ Nkwocha 32’ Ajayi 89’                                                                 | Marcatori | 15’ Chinasa Okoro 29’ Essiane |                    |                 |

| Warri 31 ottobre 2006                                                                   | Nigeria   | 6 – 0 | Algeria | Stadio comunale |
| \| \| \| \| \| Ajayi 8’ Nkwocha 20’, 90+’ Madu 36’ Ekpo 56’ Uwak 89’ \| Marcatori \| \| |           |       |         |                 |
|                                                                                         |           |       |         |                 |
| Ajayi 8’ Nkwocha 20’, 90+’ Madu 36’ Ekpo 56’ Uwak 89’                                   | Marcatori |       |         |                 |

| Oleh 31 ottobre 2006                                    | Sudafrica | 2 – 0 | Guinea Equatoriale |  |
| \| \| \| \| \| Nkosi 62’ Solomon 73’ \| Marcatori \| \| |           |       |                    |  |
|                                                         |           |       |                    |  |
| Nkosi 62’ Solomon 73’                                   | Marcatori |       |                    |  |

| Oghara 3 novembre 2006                                                                     | Algeria   | 3 – 3                      | Guinea Equatoriale | Stadio comunale |
| \| \| \| \| \| Boumrar 35’ Bouhenni 56’, 76’ \| Marcatori \| 2’ Añonma 72’, 78’ Essiane \| |           |                            |                    |                 |
|                                                                                            |           |                            |                    |                 |
| Boumrar 35’ Bouhenni 56’, 76’                                                              | Marcatori | 2’ Añonma 72’, 78’ Essiane |                    |                 |

| Oleh 3 novembre 2006                           | Nigeria   | 2 – 0 | Sudafrica |  |
| \| \| \| \| \| Uwak 4’, 43’ \| Marcatori \| \| |           |       |           |  |
|                                                |           |       |           |  |
| Uwak 4’, 43’                                   | Marcatori |       |           |  |

#### Gruppo B
| Pos. | Squadra      | Pt | G | V | N | P | GF | GS | DR |
| ---- | ------------ | -- | - | - | - | - | -- | -- | -- |
| 1.   | Ghana        | 9  | 3 | 3 | 0 | 0 | 6  | 2  | +4 |
| 2.   | Camerun      | 4  | 3 | 2 | 1 | 0 | 4  | 3  | +1 |
| 3.   | Mali         | 3  | 3 | 1 | 0 | 2 | 3  | 5  | -2 |
| 4.   | RD del Congo | 1  | 3 | 0 | 1 | 1 | 4  | 7  | -3 |

| Oghara 29 ottobre 2006                         | Mali      | 0 – 1        | Ghana | Stadio comunale |
| \| \| \| \| \| \| Marcatori \| 48’ Rumanatu \| |           |              |       |                 |
|                                                |           |              |       |                 |
|                                                | Marcatori | 48’ Rumanatu |       |                 |

| Ughelli 29 ottobre 2006                                    | Camerun   | 1 – 1      | RD del Congo | Stadio comunale |
| \| \| \| \| \| Ngono Mani 1’ \| Marcatori \| 57’ Kisita \| |           |            |              |                 |
|                                                            |           |            |              |                 |
| Ngono Mani 1’                                              | Marcatori | 57’ Kisita |              |                 |

| Ughelli 1º novembre 2006                                     | Ghana     | 2 – 1     | Camerun | Stadio comunale |
| \| \| \| \| \| Amankwa 28’, 90’ \| Marcatori \| 52’ Bella \| |           |           |         |                 |
|                                                              |           |           |         |                 |
| Amankwa 28’, 90’                                             | Marcatori | 52’ Bella |         |                 |

| Oghara 1º novembre 2006                                                           | Mali      | 3 – 2               | RD del Congo | Stadio comunale |
| \| \| \| \| \| Doumbia 36’ Diarra 69’, 90’ \| Marcatori \| 28’ Zuma 86’ Mafuta \| |           |                     |              |                 |
|                                                                                   |           |                     |              |                 |
| Doumbia 36’ Diarra 69’, 90’                                                       | Marcatori | 28’ Zuma 86’ Mafuta |              |                 |

| Ughelli 4 novembre 2006                                               | Ghana     | 3 – 1     | RD del Congo | Stadio comunale |
| \| \| \| \| \| Amankwa 23’, 33’ Okoe 84’ \| Marcatori \| 51’ Nzuzi \| |           |           |              |                 |
|                                                                       |           |           |              |                 |
| Amankwa 23’, 33’ Okoe 84’                                             | Marcatori | 51’ Nzuzi |              |                 |

| Warri 4 novembre 2006                                           | Camerun   | 2 – 0 | Mali | Stadio comunale |
| \| \| \| \| \| Bekombo 42’ Ngo Ndoumbouk 74’ \| Marcatori \| \| |           |       |      |                 |
|                                                                 |           |       |      |                 |
| Bekombo 42’ Ngo Ndoumbouk 74’                                   | Marcatori |       |      |                 |

### Fase a eliminazione diretta

#### Tabellone
|  | Semifinali | Semifinali | Semifinali |       |         | Finale          | Finale          | Finale          |  |
|  |            |            |            |       |         |                 |                 |                 |  |
|  | 1A         | Nigeria    | 5          |       |         |                 |                 |                 |  |
|  | 1A         | Nigeria    | 5          |       |         |                 |                 |                 |  |
|  | 2B         | Camerun    | 0          |       |         |                 |                 |                 |  |
|  | 2B         | Camerun    | 0          |       | Nigeria | Nigeria         | 1               |                 |  |
|  |            |            |            |       | Nigeria | Nigeria         | 1               |                 |  |
|  |            |            | Ghana      | Ghana | 0       |                 |                 |                 |  |
|  | 1B         | Ghana      | Ghana      | Ghana | 0       | 1               |                 |                 |  |
|  | 1B         | Ghana      |            |       |         | 1               |                 |                 |  |
|  | 2A         | Sudafrica  | 0          |       |         | Finale 3º posto | Finale 3º posto | Finale 3º posto |  |
|  | 2A         | Sudafrica  | 0          |       |         |                 |                 |                 |  |
|  |            |            |            |       |         |                 |                 |                 |  |
|  |            |            |            |       |         | Camerun         | Camerun         | 2 (4)           |  |
|  |            |            |            |       |         | Camerun         | Camerun         | 2 (4)           |  |
|  |            |            |            |       |         | Sudafrica (dtr) | Sudafrica (dtr) | 2 (5)           |  |

### Semifinali
| Warri 7 novembre 2006                                                     | Nigeria   | 5 – 0 | Camerun | Stadio comunale |
| \| \| \| \| \| Uwak 33’ Nkwocha 45’, 47’, 54’ Ekpo 61’ \| Marcatori \| \| |           |       |         |                 |
|                                                                           |           |       |         |                 |
| Uwak 33’ Nkwocha 45’, 47’, 54’ Ekpo 61’                                   | Marcatori |       |         |                 |

| Oghara 7 novembre 2006                            | Ghana     | 1 – 0 | Sudafrica | Stadio comunale |
| \| \| \| \| \| Okoe 88’ (rig.) \| Marcatori \| \| |           |       |           |                 |
|                                                   |           |       |           |                 |
| Okoe 88’ (rig.)                                   | Marcatori |       |           |                 |

### Finale terzo posto
| Oleh 10 novembre 2006 | Camerun              | 2 – 2 (d.t.s.)         | Sudafrica |  |
| \| \| \| \| \| Bella 50’ (rig.) Ngono Mani 87’ \| Marcatori \| 4’ Modise 63’ Makhanya \| \| \| Tiri di rigore 4 – 5 \| \| |                      |                        |           |  |
| |                      |                        |           |  |
| Bella 50’ (rig.) Ngono Mani 87’                                                                                           | Marcatori            | 4’ Modise 63’ Makhanya |           |  |
| | Tiri di rigore 4 – 5 |                        |           |  |

### Finale
| Warri 11 novembre 2006                        | Nigeria   | 1 – 0 | Ghana | Stadio comunale |
| \| \| \| \| \| Nkwocha 14’ \| Marcatori \| \| |           |       |       |                 |
|                                               |           |       |       |                 |
| Nkwocha 14’                                   | Marcatori |       |       |                 |

## Statistiche

### Classifica marcatrici
7 reti
- Perpetua Nkwocha

6 reti
- Cynthia Uwak

3 reti
- Anita Amankwa

2 reti
- Françoise Bella (1 rig.)
- Madeleine Ngono Mani
- Florence Okoe (1 rig.)
- Clotilde Essiane
- Kikelomo Ajayi
- Effionwan Ekpo
- Veronica Phewa
- Jo-Anne Solomon

1 rete
- Naïma Bouhenni
- Lilia Boumrar
- Manuela Bekombo
- Marlyse Ngo Ndoumbouk
- Youyou Kisita
- Arlette Mafuta
- Trésorine Nzuzi
- Cyrille Zuma
- Tahiru Rumanatu
- Genoveva Añonma
- Gloria Chinasa Okoro
- Fatoumata Diarra
- Fatoumata Doumbia
- Maureen Madu
- Memory Makhanya
- Portia Modise
- Belinda Nkosi
- Nyanden Nompumelolo